# Blackbird Leys
Blackbird Leys est une paroisse civile de l'Oxfordshire et en même temps, un quartier de la ville d'Oxford, en Angleterre. 

## Résidents notables
Hugh Laurie, acteur, producteur, scénariste, réalisateur, écrivain et auteur-compositeur-interprète est né en 1959, a grandi dans ce quartier.